# Cleonico
Cleonico  è un nome proprio di persona italiano maschile.

## Varianti
- Femminili: Cleonice[1][2]

### Varianti in altre lingue
- Catalano: Cleónic[3]
  - Femminili: Cleonice[3]
- Greco antico: Κλεονικος (Kleonikos)[3]
  - Femminili: Κλεονικη (Kleonike)
- Greco moderno: Κλεόνικος (Kleonikos)
  - Femminili: Κλεονίκη (Kleonikī)

- Latino: Cleonicus[1]
  - Femminili: Cleonice[1]
- Polacco: Kleonik
  - Femminili: Kleonika
- Russo: Клеоник (Kleonik)
- Spagnolo: Cleónico[3]
  - Femminili: Cleonice[3]

## Origine e diffusione
Continua, tramite il latino Cleonicus, il nome greco Κλεονικος (Kleonikos); secondo alcune interpretazioni, si tratta di un composto dei termini κλεος (kleos, "fama", "gloria") e νικη (nike, "vittoria"), col significato complessivo "che ottiene una vittoria gloriosa"; per altre fonti è invece un patronimico riferito al nome Cleone, avente quindi il senso di "attinente a Cleone", "appartenente a Cleone".
Il nome si pronuncia "Cleonìco/Cleonìce", con l'accento sulla "i".

## Onomastico

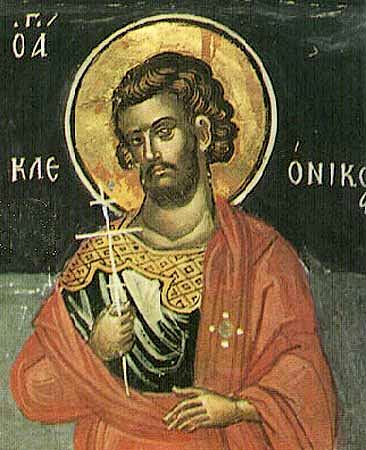
Icona raffigurante san Cleonico

L'onomastico si può festeggiare il 3 marzo in memoria di san Cleonico, martire ad Amasea con altri compagni sotto Massimiano o sotto Galerio, o il 24 luglio in memoria di san Cleonico, martire a Lentini con il compagno Stratonico.

## Persone

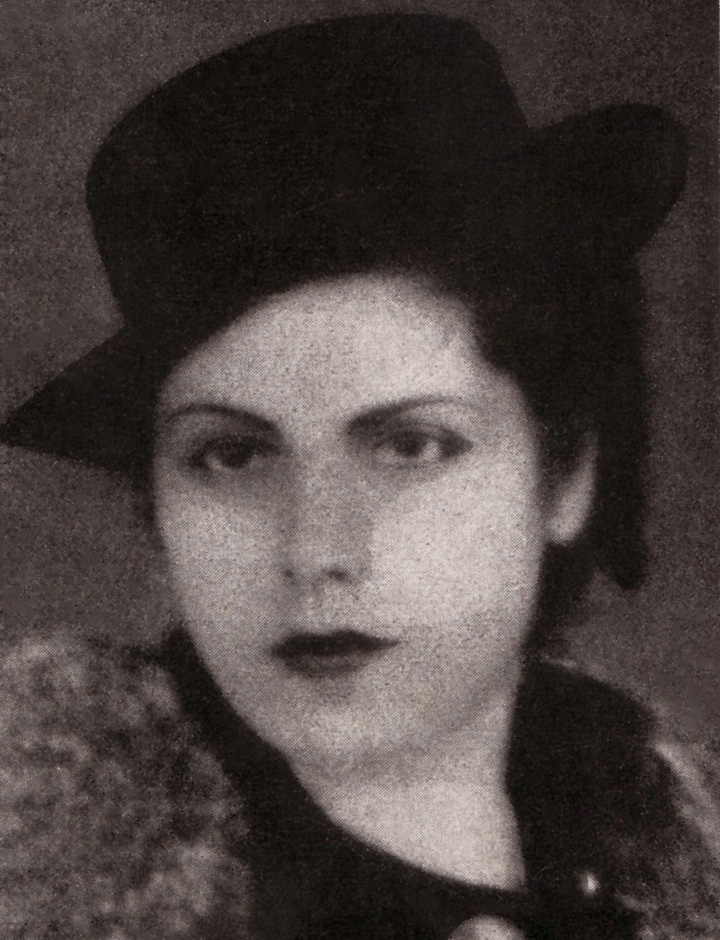
Cleonice Tomassetti

### Variante femminile Cleonice
- Cleonice Tomassetti, patriota italiana

## Il nome nelle arti
- Cleonice è un personaggio della commedia di Aristofane Lisistrata.
- Cleonice è il nome della protagonista femminile nel melodramma Demetrio di Pietro Metastasio. Figlia di Alessandro I Bala.
- Cleonice dramma per musica di Costantino Pisarri[6]
- Cleonice protagonista di un dramma Pausania e Cleonice